# Arthur Edmund Carewe
Pour les articles homonymes, voir Hovsepian et Carewe.
Arthur Edmund Carewe (parfois crédité Arthur Carewe) est un acteur américain d'origine arménienne, né Hovsep Hovsepian le 30 décembre 1884 à Trabzon (Turquie ; alors Empire ottoman), mort le 22 avril 1937 à Santa Monica (Californie).

## Biographie

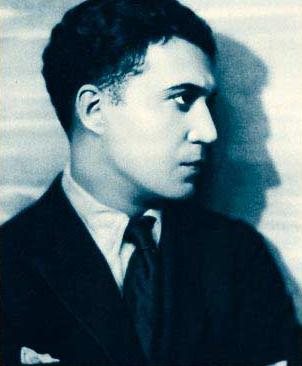
En 1922

Fuyant les persécutions dont sont victimes les Arméniens de Turquie (alors Empire ottoman), sa famille émigre aux États-Unis en 1896. Diplômé de l'American Academy of Dramatic Arts de New York en 1904, il est naturalisé américain en 1918.
Il s'installe alors à Hollywood où, sous le nom de scène d'Arthur Edmund Carewe, il débute au cinéma dans huit premiers films muets américains sortis en 1919, dont Bonnie, Bonnie Lassie de Tod Browning (avec Mary MacLaren et Spottiswoode Aitken).
Parmi ses autres films muets notables, citons Le Fantôme de l'Opéra de Rupert Julian (1925, avec Lon Chaney et Mary Philbin), Le Torrent de Monta Bell (1926, avec Ricardo Cortez et Greta Garbo) et La Case de l'oncle Tom (Uncle Tom's Cabin), de Harry A. Pollard (1927, avec Margarita Fischer et George Siegmann).
Après cet ultime film muet, suivent neuf films parlants, les deux premiers sortis en 1930. Quatre d'entre eux sont réalisés par Michael Curtiz, dont Docteur X (1932) et Masques de cire (1933), tous deux avec Lionel Atwill et Fay Wray.
Son dernier film est Charlie Chan's Secret de Gordon Willis (avec Warner Oland et Rosina Lawrence), sorti en 1936. Il se suicide l'année suivante (1937), à 52 ans, d'une balle dans la tête.

## Filmographie partielle

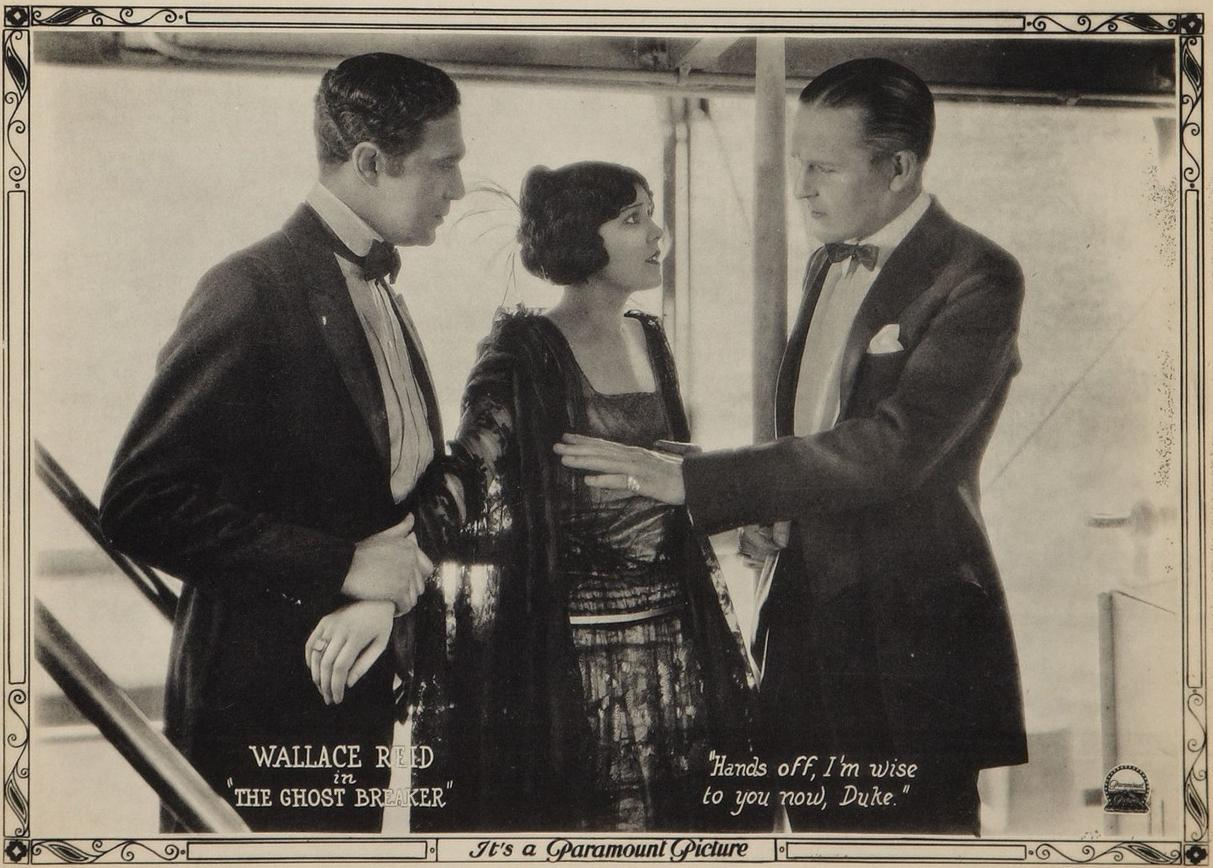
Avec Lila Lee et Wallace Reid (à d.), dans La Fin des fantômes (1922, image publicitaire)

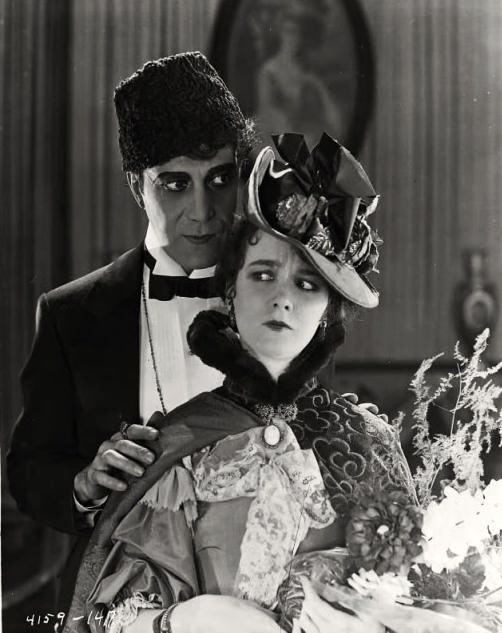
Avec Mary Philbin, dans Le Fantôme de l'Opéra (1925, photo promotionnelle)

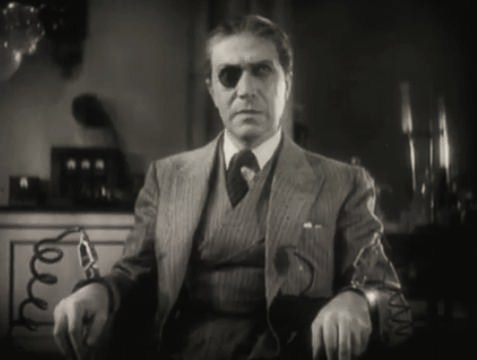
Dans Docteur X (1932)

- 1919 : Venus in the East de Donald Crisp : Middy Knox
- 1919 : Les Prétendants de Lucie (en) (Romance and Arabella) de Walter Edwards : Claude Estabrook
- 1919 : Une idylle dans la tourmente (The World and Its Woman) de Frank Lloyd : Comte Alix Voronassof
- 1919 : Bonnie, Bonnie Lassie de Tod Browning : Archibald Loveday
- 1919 : Daughter of Mine de Clarence G. Badger : Joseph Rayberg / Baron Landsandhome
- 1920 : Burning Daylight d'Edward Sloman : Arthur Howison
- 1920 : Rio Grande d'Edwin Carewe[1] : Don José Alavarado
- 1920 : Le Souffle des dieux (The Breath of the Gods) de Rollin S. Sturgeon : Prince Hagane
- 1920 : Children of Destiny de George Irving : Comte Di Varesi
- 1920 : Le Palais aux fenêtres obscures (The Palace of Darkened Windows) d'Henry Kolker : Le rajah
- 1921 : The Mad Marriage de Rollin S. Sturgeon : Christiansen
- 1921 : Sham de Thomas N. Heffron : Bolton
- 1921 : Le Séducteur (en) (Her Mad Bargain) d'Edwin Carewe : Grant Lewis
- 1921 : The Easy Road de Tom Forman : Heminway
- 1921 : Bar Nothing d'Edward Sedgwick : Stinson
- 1922 : La Fin des fantômes (The Ghost Breaker) d'Alfred E. Green : Duc d'Alba
- 1922 : My Old Kentucky Home
- 1922 : His Wife's Husband (en) de Kenneth S. Webb : John Breinerd
- 1923 : Refuge de Victor Schertzinger : Prince Ferdinand
- 1923 : P'tit Père (Daddy) d'E. Mason Hopper : Paul Savelli
- 1923 : Trilby de James Young : Svengali
- 1923 : Les Dix Commandements (The Ten Commandments) de Cecil B. DeMille : Un esclave israélite
- 1923 : Fleur des sables (en) (The Song of Love) de Chester M. Franklin et Frances Marion : Ramlika
- 1924 : The Price of a Party de Charles Giblyn : Kenneth Bellwood
- 1924 : Sandra d'Arthur H. Sawyer
- 1925 : The Only Thing de Jack Conway : Gigberto
- 1925 : Le Fantôme de l'Opéra (The Phantom of the Opera) de Rupert Julian : Ledoux
- 1925 : A Lover's Oath de Ferdinand P. Earle : Prince Yussuf
- 1925 : The Boomerang de Louis J. Gasnier : Poulet
- 1926 : Diplomacy de Marshall Neilan : Comte Orloff
- 1926 : Le Torrent (Torrent) de Monta Bell : Salvatti
- 1926 : The Silent Lover de George Archainbaud : Capitaine Herault
- 1926 : Volcano de William K. Howard : Maurice Séquineau
- 1927 : The Claw de Sidney Olcott : Major Anthony Kinsella
- 1927 : La Volonté du mort (The Cat and the Canary) de Paul Leni : Harry
- 1927 : A Man's Past de George Melford : Lieutenant Destin
- 1927 : La Case de l'oncle Tom (Uncle Tom's Cabin), de Harry A. Pollard : George Harris
- 1930 : The Matrimonial Bed de Michael Curtiz : Dr Beaudine
- 1930 : Sweet Kitty Bellairs d'Alfred E. Green : Capitaine Spicer
- 1931 : The Gay Diplomat de Richard Boleslawski : L'homme suave
- 1931 : God's Gift to Women de Michael Curtiz : Dr Louis Dumont
- 1931 : Captain Applejack d'Hobart Henley : Ivan Borolsky / Jim
- 1932 : Docteur X (Doctor X) de Michael Curtiz : Dr Rowitz
- 1933 : Masques de cire (Mystery of the Wax Museum) de Michael Curtiz : Sparrow / Professeur Darcy
- 1935 : Thunder in the Night de George Archainbaud : Professeur Omega
- 1936 : Le Secret de Charlie Chan (Charlie Chan's Secret) de Gordon Wiles : Professeur Bowen